# Port lotniczy Guardiamarina Zañartu
Port lotniczy Guardiamarina Zañartu (hiszp. Aeropuerto Guardiamarina Zañartu) – port lotniczy zlokalizowany w chilijskim mieście Puerto Williams.